# Duos (album de Charles Aznavour)
Pour les articles homonymes, voir Duo (homonymie).
 (mars 2025).
Si vous disposez d'ouvrages ou d'articles de référence ou si vous connaissez des sites web de qualité traitant du thème abordé ici, merci de compléter l'article en donnant les références utiles à sa vérifiabilité et en les liant à la section « Notes et références ».
Albums de Charles Aznavour
Charles Aznavour et ses amis au Palais Garnier
(2008) Charles Aznavour and The Clayton Hamilton Jazz Orchestra
(2009)
Duos est le 48e album studio de Charles Aznavour. Sortie le 8 décembre 2008, ce double album propose exclusivement des reprises en duos de chansons d'Aznavour, qu'il interprète avec divers artistes, tels que, notamment, Sting, Elton John, Bryan Ferry, Laura Pausini, Céline Dion, Liza Minnelli, Frank Sinatra, Dean Martin, Johnny Hallyday, Placido Domingo [...], il comprend également un duo virtuel avec Edith Piaf.

## Composition
Charles Aznavour réenregistre quelques uns de ses plus grands succès avec des artistes invités. Le premier disque est consacré aux duos en français et le second, aux duos en anglais, italien, espagnol et allemand.

## Autour de l'album
Référence originale CD : EMI 50999 2436822 3

## Liste des chansons
CD1
| No  | Titre                                           | Auteur                                                   | Durée |
| --- | ----------------------------------------------- | -------------------------------------------------------- | ----- |
| 1.  | Toi et moi (avec Céline Dion)                   | Charles Aznavour - Jacques Revaux, Jean-Pierre Bourtayre | 3:35  |
| 2.  | Que c'est triste Venise (avec Julio Iglesias)   | Françoise Dorin - Charles Aznavour                       | 3:13  |
| 3.  | Les bateaux sont partis (avec Placido Domingo)  | Bernard Dimey - Charles Aznavour                         | 2:25  |
| 4.  | Paris au mois d'août (avec Laura Pausini)       | Charles Aznavour - Georges Garvarentz                    | 3:39  |
| 5.  | Hier encore (avec Elton John)                   | Charles Aznavour                                         | 3:26  |
| 6.  | Il faut savoir (avec Johnny Hallyday)           | Charles Aznavour                                         | 3:31  |
| 7.  | Mourir d'aimer (avec Nana Mouskouri)            | Charles Aznavour                                         | 4:01  |
| 8.  | L'Amour, c'est comme un jour (avec Sting)       | Yves Stéphane - Charles Aznavour                         | 4:08  |
| 9.  | La Bohème (chanson) (avec Josh Groban)          | Jacques Plante - Charles Aznavour                        | 4:19  |
| 10. | Ton nom (avec Carole King)                      | Charles Aznavour                                         | 2:51  |
| 11. | Je n'ai pas vu le temps passer (avec Paul Anka) | Charles Aznavour                                         | 3:51  |
| 12. | Mes emmerdes (avec Herbert Grönemeyer)          | Charles Aznavour                                         | 3:06  |
| 13. | C'est un gars (avec Édith Piaf)                 | Pierre Roche - Charles Aznavour                          | 4:08  |

CD2
| No  | Titre                                                | Auteur                                                   | Durée |
| --- | ---------------------------------------------------- | -------------------------------------------------------- | ----- |
| 1.  | Yesterday when I was young (avec Elton John)         | Charles Aznavour                                         | 3:26  |
| 2.  | Quiet love (avec Liza Minnelli)                      | Charles Aznavour                                         | 5:25  |
| 3.  | Love is new everyday (avec Sting)                    | Charles Aznavour, Yves Stéphane - Charles Aznavour       | 4:07  |
| 4.  | Young at heart (avec Frank Sinatra)                  | Carolyn Leigh - Johnny Richard                           | 2:53  |
| 5.  | To die of love (avec Nana Mouskouri)                 | Charles Aznavour                                         | 4:01  |
| 6.  | She (avec Bryan Ferry)                               | Herbert Kretzmer - Charles Aznavour                      | 2:27  |
| 7.  | I didn't see the time go by (avec Paul Anka)         | Charles Aznavour                                         | 3:52  |
| 8.  | You and me (avec Céline Dion)                        | Charles Aznavour - Jacques Revaux, Jean-Pierre Bourtayre | 3:35  |
| 9.  | La bohème (version anglaise) (avec Josh Groban)      | Jacques Plante - Charles Aznavour                        | 3:28  |
| 10. | El barco ya se fue (avec Placido Domingo)            | Bernard Dimey - Charles Aznavour                         | 2:26  |
| 11. | The sound of your name (avec Carole King)            | Charles Aznavour                                         | 2:51  |
| 12. | You've got to learn (avec Johnny Hallyday)           | Charles Aznavour                                         | 3:31  |
| 13. | Parigi in agosto (avec Laura Pausini)                | Charles Aznavour - Georges Garvarentz                    | 3:38  |
| 14. | Als es mir beschissen ging (avec Herbert Grönemeyer) | Charles Aznavour                                         | 2:38  |
| 15. | Everybody Loves Somebody Sometime (avec Dean Martin) | Ken Lane - Irving Taylor                                 | 3:11  |

## Musiciens
- Michel Amsellem : Piano
- Erick Benzi : Claviers, Programmation, Arrangements
- Nicolas Mingot : Guitare
- Yannick Hardouin : Basse
- Loïc Taillebrest : Uilleann Pipes, Flûte irlandaise
- Laurent Coppola : Batterie
- Paris Pop Orchestra : Cordes

## Classements
| Classement (2008)        | Meilleure position |
| ------------------------ | ------------------ |
| Canada (Canadian Albums) | 23                 |